# Pingwin peruwiański

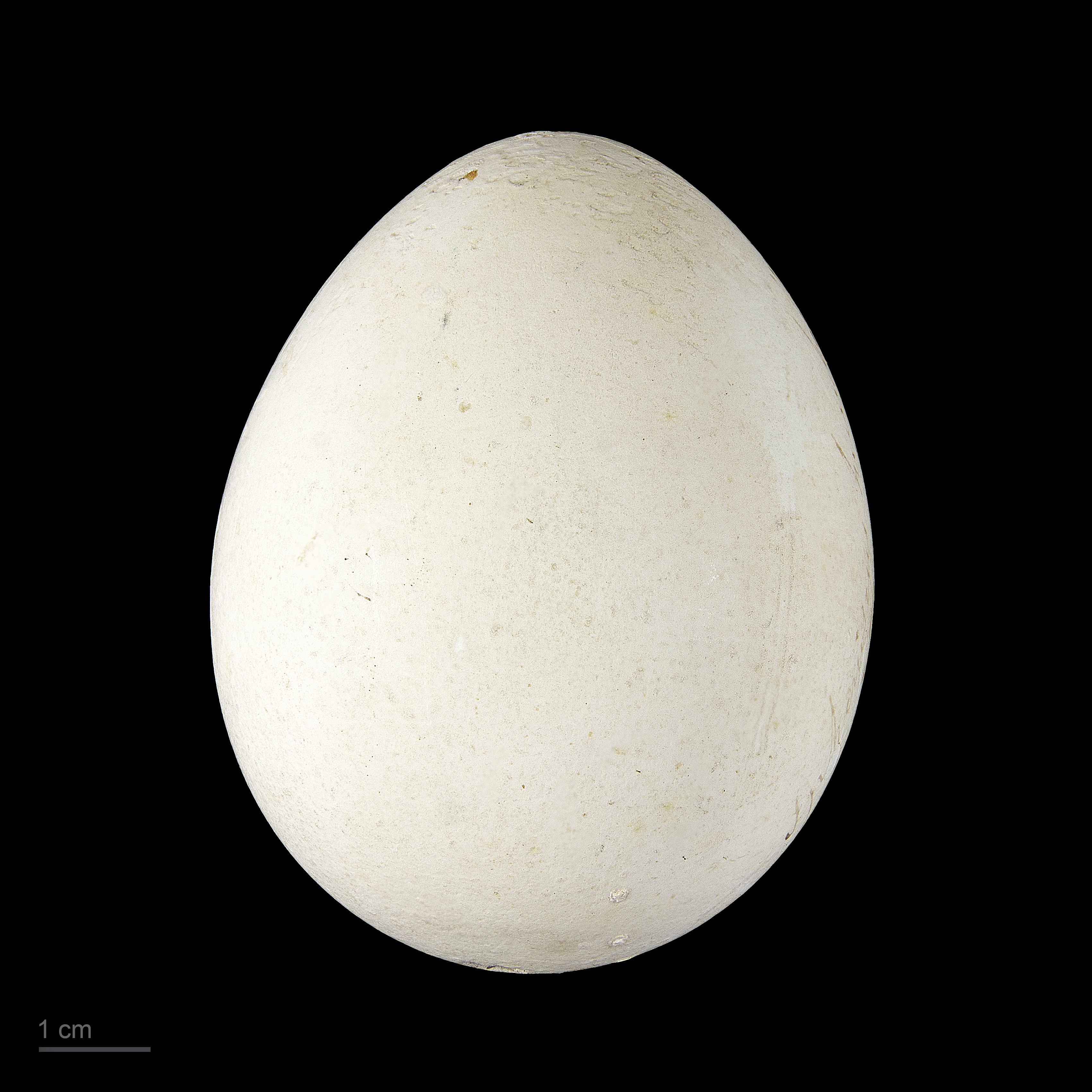
Jajo z kolekcji muzealnej

Pingwin peruwiański, pingwin Humboldta (Spheniscus humboldti) – gatunek dużego ptaka z rodziny pingwinów (Spheniscidae), zamieszkujący zachodnie wybrzeża Ameryki Południowej. Nie wyróżnia się podgatunków. Narażony na wyginięcie.
MorfologiaPotężny, czarny dziób z różową nasadą. Głowa czarna, z wąskimi i białymi brwiami schodzącymi na boki szyi i łączącymi się poniżej gardła. Szeroki, czarny pas ciągnie się od górnej części piersi przez boki ku nogom; poza tym spód ciała biały. Wierzch ciała czarny.
Długość ciała 66–70 cm; masa ciała 4–5 kg.
Zasięg, środowiskoPacyficzne wybrzeża od północnego Peru do środkowego Chile.
ZachowaniePingwiny peruwiańskie większość czasu spędzają w przybrzeżnych wodach. Żywią się głównie rybami, niekiedy też kalmarami. Poza sezonem lęgowym jednorazowo spędzają w wodzie średnio 60 godzin, zanim wrócą na ląd na odpoczynek; w sezonie lęgowym wyprawa na morskie żerowisko trwa krócej – średnio 22,4 godziny.
Sezon lęgowy trwa od marca do grudnia, a jego szczyt przypada na kwiecień oraz od sierpnia do września. Wiele pingwinów peruwiańskich wyprowadza dwa lęgi w roku. Gnieżdżą się na szczycie klifów, w szczelinach skalnych, jaskiniach, norach wykopanych w pokładach guana bądź na plażach. W zniesieniu dwa jaja. Inkubacją, która trwa około 6 tygodni, oraz ochroną gniazda zajmują się oboje rodzice. Karmieniem piskląt również zajmują się oba ptaki z pary. Młode są w pełni opierzone po 10–12 tygodniach od wyklucia. Mniej niż połowa ptaków dożywa pierwszego roku życia. Dojrzałość płciową uzyskują w wieku 2–3 lat. W niewoli dożywają 15–20 lat.
StatusIUCN uznaje pingwina peruwiańskiego za gatunek narażony (VU, Vulnerable) nieprzerwanie od 2000 roku. Liczebność populacji w 2017 roku szacowano na nie więcej niż 23 800 dorosłych osobników. Trend liczebności populacji uznawany jest za prawdopodobnie spadkowy.